# Empoli FC
Empoli FC is een Italiaanse voetbalclub, opgericht in 1920 en speelt sinds 1997 afwisseld in de Serie A of Serie B. De clubkleuren zijn blauw en wit. Empoli speelt haar thuiswedstrijden in het Carlo Castellani stadion.

## Erelijst
- Serie B: 2004/05, 2017/18, 2020/21

## Eindklasseringen (grafisch)
- 1946 3e
Serie C
- 1947 3e
Serie B
- 1948 5e
Serie B
- 1949 17e
Serie B
- 1950 19e
Serie B
- 1951 11e
Serie C
- 1952 2e
Serie C
- 1953 5e
Serie C
- 1954 11e
Serie C
- 1955 4e
Serie C
- 1956 16e
Serie C
- 1957 15e
n4
- 1958 2e
n4
- 1959 2e
n4
- 1960 15e
Serie D
- 1961 1e
Serie D
- 1962 18e
Serie C
- 1963 1e
Serie D
- 1964 4e
Serie C
- 1965 11e
Serie C
- 1966 8e
Serie C
- 1967 11e
Serie C
- 1968 12e
Serie C
- 1969 12e
Serie C
- 1970 5e
Serie C
- 1971 13e
Serie C
- 1972 11e
Serie C
- 1973 9e
Serie C
- 1974 14e
Serie C
- 1975 10e
Serie C
- 1976 10e
Serie C
- 1977 17e
Serie C
- 1978 10e
Serie C
- 1979 9e
Serie C1
- 1980 11e
Serie C1
- 1981 5e
Serie C1
- 1982 14e
Serie C1
- 1983 1e
Serie C1
- 1984 16e
Serie B
- 1985 8e
Serie B
- 1986 3e
Serie B
- 1987 13e
Serie A
- 1988 16e
Serie A
- 1989 17e
Serie B
- 1990 3e
Serie C1
- 1991 4e
Serie C1
- 1992 5e
Serie C1
- 1993 3e
Serie C1
- 1994 17e
Serie C1
- 1995 11e
Serie C1
- 1996 3e
Serie C1
- 1997 2e
Serie B
- 1998 12e
Serie A
- 1999 18e
Serie A
- 2000 8e
Serie B
- 2001 5e
Serie B
- 2002 4e
Serie B
- 2003 13e
Serie A
- 2004 17e
Serie A
- 2005 1e
Serie B
- 2006 8e
Serie A
- 2007 7e
Serie A
- 2008 18e
Serie A
- 2009 5e
Serie B
- 2010 10e
Serie B
- 2011 9e
Serie B
- 2012 18e
Serie B
- 2013 4e
Serie B
- 2014 2e
Serie B
- 2015 15e
Serie A
- 2016 10e
Serie A
- 2017 18e
Serie A
- 2018 1e
Serie B
- 2019 18e
Serie A
- 2020 7e
Serie B
- 2021 1e
Serie B
- 2022 14e
Serie A
- 2023 14e
Serie A
- 2024 17e
Serie A
- 2025 18e
Serie A

- Serie A
- Serie B
- Serie C
- Prima Divisione
- Serie D
- n4

## Eindklasseringen
| Seizoen | Competitie | Niveau | Eindstand | Coppa Italia | Opmerking                                                         |
| ------- | ---------- | ------ | --------- | ------------ | ----------------------------------------------------------------- |
| 2000/01 | Serie B    | II     | 5         | 2e groep 2   |                                                                   |
| 2001/02 | Serie B    | II     | 4         | 8e finale    |                                                                   |
| 2002/03 | Serie A    | I      | 13        | 2e ronde     |                                                                   |
| 2003/04 | Serie A    | I      | 17        | 2e ronde     |                                                                   |
| 2004/05 | Serie B    | II     | 1         | 4e groep 1   | kampioen nadat Genoa CFC de titel moest inleveren wegens omkoping |
| 2005/06 | Serie A    | I      | 8         | 3e ronde     |                                                                   |
| 2006/07 | Serie A    | I      | 7         | kwartfinale  |                                                                   |
| 2007/08 | Serie A    | I      | 18        | 8e finale    |                                                                   |
| 2008/09 | Serie B    | II     | 5         | 8e finale    |                                                                   |
| 2009/10 | Serie B    | II     | 10        | 4e ronde     | Ligatopscorer Éder: 27                                            |
| 2010/11 | Serie B    | II     | 9         | 3e ronde     |                                                                   |
| 2011/12 | Serie B    | II     | 18        | 4e ronde     |                                                                   |
| 2012/13 | Serie B    | II     | 4         | 2e ronde     |                                                                   |
| 2013/14 | Serie B    | II     | 2         | 3e ronde     |                                                                   |
| 2014/15 | Serie A    | I      | 15        | 8e finale    |                                                                   |
| 2015/16 | Serie A    | I      | 10        | 3e ronde     |                                                                   |
| 2016/17 | Serie A    | I      | 18        | 4e ronde     |                                                                   |
| 2017/18 | Serie B    | II     | 1         | 2e ronde     | Ligatopscorer Francesco Caputo: 27                                |
| 2018/19 | Serie A    | I      | 18        | 3e ronde     |                                                                   |
| 2019/20 | Serie B    | II     | 7         | 4e ronde     |                                                                   |
| 2020/21 | Serie B    | II     | 1         | 8e finale    |                                                                   |
| 2021/22 | Serie A    | I      | 14        | 8e finale    |                                                                   |
| 2022/23 | Serie A    | I      | 14        | 1e ronde     |                                                                   |
| 2023/24 | Serie A    | I      | 17        | 1e ronde     |                                                                   |
| 2024/25 | Serie A    | I      | 18        | halve finale |                                                                   |
| 2025/26 | Serie B    | II     | .         | .            |                                                                   |

## Empoli FC in Europa
#R = #ronde, T/U = Thuis/Uit, W = Wedstrijd, PUC = punten UEFA coëfficiënten .
Uitslagen vanuit gezichtspunt Empoli FC
| Seizoen                                                    | Competitie | Ronde | Land                 | Club      | Totaalscore | 1e W    | 2e W    | PUC |
| ---------------------------------------------------------- | ---------- | ----- | -------------------- | --------- | ----------- | ------- | ------- | --- |
| 2007/08                                                    | UEFA Cup   | 1R    | Vlag van Zwitserland | FC Zürich | 2-4         | 2-1 (T) | 0-3 (U) | 2.0 |
| Totaal aantal behaalde punten voor UEFA coëfficiënten: 2.0 |            |       |                      |           |             |         |         |     |

Zie ook
- Deelnemers UEFA-toernooien Italië
- Ranglijst van alle clubs die in de diverse Europa Cups zijn uitgekomen

## Bekende (oud-)spelers
- Ignazio Abate
- Daniele Adani
- Gabriele Angella
- Francesco Baiano
- Alessandro Birindelli
- Marco Bresciano
- Igor Budan
- Patrick Cutrone
- Antonio Di Natale
- Éder
- Matjaž Florjančič
- Vince Grella
- Elseid Hysaj
- Adam Kokoszka
- Sam Lammers
- Francesco Lodi
- Claudio Marchisio
- Leandro Paredes
- Marko Pjaca
- Andrea Raggi
- Daniele Rugani
- Mário Rui
- Riccardo Saponara
- Roberto Soriano
- Lorenzo Tonelli
- Luca Toni
- Piotr Zieliński